# Dorfkirche Schellenberg

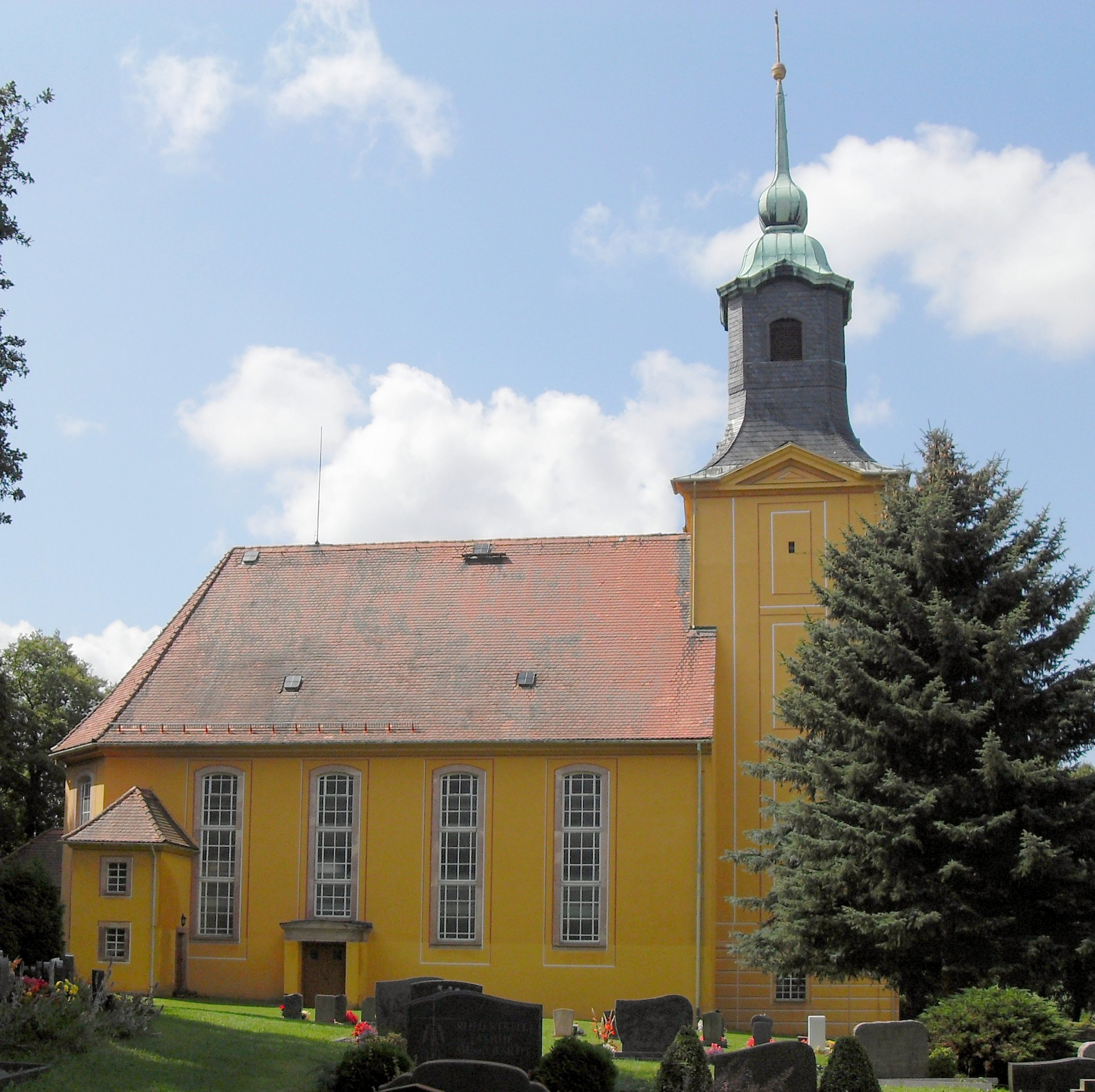
Schellenberg, Kirche

Die evangelische Dorfkirche Schellenberg ist eine barocke Saalkirche im Ortsteil Schellenberg von Leubsdorf im Landkreis Mittelsachsen in Sachsen. Sie gehört zur Kirchengemeinde Leubsdorf-Schellenberg der Evangelisch-Lutherischen Landeskirche Sachsens.

## Geschichte und Architektur
Die Dorfkirche Schellenberg ist ein weithin sichtbares Bauwerk, das nach Abbruch der Vorgängerkirche in den Jahren 1777/1778 nach Plänen von Johann Christoph Uhlmann erbaut wurde. Restaurierungen wurden in den Jahren 1859, 1968 (innen) und 1979–1984 (außen) vorgenommen.
Der verputzte, nach Süden ausgerichtete Bruchsteinbau ist mit einem geraden Chorschluss mit abgeschrägten Ecken und einer Sakristei an der Chorwestseite versehen. Der Turm mit quadratischem Grundriss steht an der Nordseite und endet in einem verschieferten Glockengeschoss mit abgeschrägten Ecken, einer geschweiften Haube und einer zwiebelartigen Spitze.
Das Bauwerk zeigt im flachgedeckten Inneren durch die zweigeschossigen umlaufenden Emporen einen zentralisierenden Charakter. Seitlich des Kanzelaltars sind verglaste Betstuben angeordnet.

## Ausstattung
Die Ausstattung ist von bemerkenswerter Geschlossenheit und auf die protestantischen Anforderungen an einen Kirchenraum mit zentralem Altar mit davor angeordneter Taufe ausgerichtet. Der Kanzelaltar ist in streng architektonischen Formen gestaltet und mit Festons geschmückt. Er trägt auf dem verkröpften Gebälk Vasen mit Ähren und Trauben und wird von einem großen gemalten roten Vorhang hinterfangen.
Die Taufe in Rokokoformen aus Sandstein ist als blütenbesetzter Kelch gestaltet. Der Deckel der Taufe ist zugleich als Lesepult ausgebildet, mit Voluten und Schild mit einer Stifterinschrift von George Auerbach aus dem Jahr 1778 versehen.
Vier barocke Grabdenkmäler vom Ende des 17. zum Anfang des 18. Jahrhunderts mit teils sehr reicher Rahmung sind erhalten, Ein geschnitztes Relief der Madonna mit Andreas und Laurentius aus der Zeit um 1510 stammt vom Altar der alten Kirche, wird dem Meister der Freiberger Domapostel zugeschrieben und wird heute im Stadt- und Bergbaumuseum Freiberg aufbewahrt.

## Orgel
Die spätbarocke Orgel mit einem Prospekt im Zopfstil und bekrönenden Vasen sowie einer gekrönten Kartusche mit S.D.G. ist ein Werk von Johann Christian Friedrich Treubluth aus dem Jahr 1782. Sie weist 17 Register auf zwei Manualen und Pedal auf. Reparaturen und Veränderungen sind nicht bekannt. 
Die Disposition lautet:
| I Hauptwerk CD–d3 |         |
| Principal         | 8′      |
| Quintadena        | 8′      |
| Octava            | 4′      |
| Rohrflöte         | 4′      |
| Octava            | 2′      |
| Quinta            | 1 ⁄3′   |
| Cornett IV D      |         |
| Mixtur IV         | (1 ⁄3)′ |

| II Oberwerk CD–d3 |       |
| Gedackt           | 8′    |
| Gedackt           | 4′    |
| Octava            | 2′    |
| Quinta            | 1 ⁄3′ |
| Sifflöt           | 1′    |
| Cimbel II         | (1′)  |

| Pedal CD–c1  |     |
| Subbaß       | 16′ |
| Principalbaß | 8′  |
| Posaunenbaß  | 16′ |

- Koppeln: II/I (Manualschiebekoppel), I/P
- Nebenregister und Spielhilfen: Tremulant, Kalkantenklingel